# So What (jazzlåt)
So What är en jazzlåt, komponerad och framförd av Miles Davis på albumet Kind of Blue (utgivet 1959).  
Låten innehåller saxofonsolon av John Coltrane och Cannonball Adderley. Den rankades år 2024 av Rolling Stone som nummer 492 av de 500 bästa låtarna genom tiderna.

## Musiker
- Miles Davis – trumpet
- Cannonball Adderley – altsaxofon
- John Coltrane – tenorsaxofon
- Bill Evans – piano
- Paul Chambers – bas
- Jimmy Cobb – trummor